# Un tal Brigitte Bardot
Un tal Brigitte Bardot es una canción de la banda de rock alternativo argentina Patricio Rey y sus Redonditos de Ricota. No se sabe con exactitud quién escribió la canción, si el Indio Solari o Skay Beilinson. Fue grabada en los Estudios RCA en 1982 para el disco demo "Demos RCA", sin embargo, la discográfica decidió no editar el demo porque, según se supo, la banda no llegó a convencer a los productores acartonados de aquella época, y hasta varios años después, cuando se recuperó el disco, no se supo de esta canción.